# Argyrographa eximiata
Argyrographa eximiata är en fjärilsart som beskrevs av Felder 1875. Argyrographa eximiata ingår i släktet Argyrographa och familjen mätare. Inga underarter finns listade i Catalogue of Life.